# Bennäs vasútállomás
Bennäs vasútállomás Finnországban,  Pedersöre településen található.

## Vasútvonalak
Az állomást az alábbi vasútvonalak érintik:
- Seinäjoki–Oulu-vasútvonal
- Pännäinen–Pietarsaari-vasútvonal

## Kapcsolódó állomások
A vasútállomáshoz az alábbi állomások vannak a legközelebb: